# Arobos
Arobos (Arogbos) são uma tribo dos ijós que vive no sudeste do estado de Ondô, na Nigéria.

## História
Os arobos são hoje o estado de Ondô. Seus ancestrais fundadores foram do mesmo grupo de migrantes de Ujo-Barã. Após uma breve parada em Oproza, liderados por Perebeinmo, eles foram para Ukparomo (o que agora são as cidades de Apatá, Opuba, Ajapa e Upê). Permaneceram nessa paragem durante dois reinados de Agadabas (sacerdotes militares do santuário de Ebesu). De lá, migraram para o local atual de Arobo. Seus descendentes migraram a norte pelo curso velho do rio Forcados e se estabeleceram no sítio de Patani.
Durante a expansão do império do Benim (1550), o Benim invadiu Ucoruama (Lagos). O sarobos enviaram soldados para defender os ijós que viviam naquela região. Seu exército tornou-se conhecido como Idumu-Arobo, que mais tarde foi encurtado para Idumabo. Os arobos pararam o avanço do exército do Benim no delta ocidental e depois Izom Ibê por completo. A fundação de Ebê Arobo é claramente pré-século XIV. Os antepassados dos arobos moravam em Ujo-Barã entre 700 e 1100. Juntamente com os antepassados dos Baramatu e Tuomo se mudaram à região de Escravos, enquanto os antepassados dos arobos se moveram ao oeste.